# كاردينال دي روهان
كاردينال دي روهان هو دبلوماسي وسياسي فرنسي، ولد في 25 سبتمبر 1734 في باريس في فرنسا، وتوفي في 16 فبراير 1803 في إيتنهايم في ألمانيا.

## مناصب
- انتخب seat 36 of the Académie française  [لغات أخرى]‏.
- انتخب أسقف كاثوليكي (18 مايو 1760 – ).
- انتخب أسقف من غير أبرشية [الإنجليزية]‏ (24 مارس 1760 – ).
- انتخب أسقف أبرشية [الإنجليزية]‏ (11 مارس 1779 – 29 نوفمبر 1801).
- انتخب كاردينال (1 يونيو 1778 – ).
- انتخب أسقف ستراسبورج ‏ (1779 – 1803).
- انتخب abbot of Montmajour  [لغات أخرى]‏ (1761 – 1786).
- انتخب نائب فرنسي.
- انتخب Grand Almoner of France [الإنجليزية]‏.

## وصلات خارجية
- كاردينال دي روهان على موقع الموسوعة البريطانية (الإنجليزية)